# 張伯年琵琶
張伯年琵琶，是一把在清代製作的琵琶，其音色穿透力強，由汪派琵琶傳人代代相傳。現今持有人是第四代的郝貽凡。

## 製作
做工精美，四弦四相十品，琴身為紫檀木；琴頭呈鳳尾狀，用整塊白牛角雕成；背板用象牙鑲嵌成「張伯年」三個字以及雙鳳牡丹的圖樣；琴軫、覆手、天牌和地牌等部位皆用象牙製成，琴軫上刻有雙龍戲珠，覆手上的圖樣則是雙獅戲球；腔體較現代琵琶小。

## 來源及傳承
汪派琵琶創始人汪昱庭自1920起時受到鄭覲文之邀，在大同樂會教授琵琶，因而名氣大開、求教者眾，其中的上海名流葉壽臣為感謝汪昱庭，便以這把琵琶相贈，並在面板相下題詞：「人遇知意，物貴得所。持贈君子，春風入座。」。
汪昱庭臨終前將其珍愛的「張伯年」琵琶送給李廷松，李廷松原本多次推卻，最後汪昱庭表示將琵琶給他，是要他將琵琶藝術發揚光大，怎可推辭？李廷松才答應「代為保管」。
李廷松在晚年重病時，原本打算將「張伯年」琵琶還給汪昱庭的兒子汪天偉，但汪天偉堅持不收，並告訴李廷松應該將琵琶給琴藝比他好的李光祖，這把琵琶便傳給了李光祖。

2001年，在北京舉行的「紀念汪昱庭先生逝世50周年琵琶音樂會」前，李光祖辦了一個傳贈儀式，發表《關於「張伯年」琵琶的安排》一文，在王恩韶和汪天偉的見證下，將琵琶傳給郝貽凡。

## 相關記載
- 《中華樂器大典》
- 《中國樂器圖鑑》